# Harmostes obliquus
Harmostes obliquus är en insektsart som först beskrevs av Thomas Say 1832.  Harmostes obliquus ingår i släktet Harmostes och familjen smalkantskinnbaggar. Inga underarter finns listade i Catalogue of Life.